# كازو اينو
كازو اينو (باليابانية: 井上一夫) (و. 1923 – 2003 م) هو مترجم، من اليابان، ولد في طوكيو، توفي عن عمر يناهز 80 عاماً.

## التعليم
تعلم في جامعة كيئو.